# Cyril (DJ)
Pour les articles homonymes, voir Cyril.
Cyril Riley, connu sous le mononyme Cyril est un disc jockey et producteur australien, né en 1997.

## Biographie
Cyril est né et a grandi en Nouvelle-Galles du Sud. À l'adolescence, il apprend plusieurs instruments tels que la guitare, le piano, et la batterie. Un peu plus tard, il découvre la scène club et la musique électronique. En 2021, il publie quelques remixes de tubes sur diverses plateformes musicales, tels que Escape (The Piña Colada Song) de Rupert Holmes et Let Me Love You de Mario sous la forme de titres deep house,.
En 2023, Cyril publie une reprise de la chanson Stumblin' In de Chris Norman et Suzi Quatro. La chanson devient virale sur TikTok, ayant notamment été utilisée par les joueurs du Bayern Munich. Elle se classe par la suite dans les charts de multiples pays tels que l'Allemagne, l'Autriche, la Suisse, la Belgique ou les Pays-Bas. En 2024, Cyril sort un remix de The Sound of Silence de Disturbed, une reprise du tube de Simon and Garfunkel, et qui se classe également dans les charts,.

## Vie privée
Cyril vit à Darwin avec sa compagne et son fils.

## Discographie

### Singles
| Titre                                                                          | Année | Meilleures positions | Meilleures positions | Meilleures positions | Meilleures positions | Meilleures positions | Meilleures positions | Meilleures positions | Meilleures positions | Meilleures positions | Meilleures positions | Meilleures positions | Certifications                                                                                                   | Album           |
| Titre                                                                          | Année | AUS                  | ALL                  | AUT                  | BEL (FL)             | BEL (WAL)            | FRA                  | N-Z                  | P-B                  | POL                  | R-U                  | SUI                  | Certifications                                                                                                   | Album           |
| ------------------------------------------------------------------------------ | ----- | -------------------- | -------------------- | -------------------- | -------------------- | -------------------- | -------------------- | -------------------- | -------------------- | -------------------- | -------------------- | -------------------- | --- | --------------- |
| Delicious                                                                      | 2018  | —                    | —                    | —                    | —                    | —                    | —                    | —                    | —                    | —                    | —                    | —                    | |                 |
| Nineteen                                                                       | 2018  | —                    | —                    | —                    | —                    | —                    | —                    | —                    | —                    | —                    | —                    | —                    | |                 |
| Lucid Dreams                                                                   | 2018  | —                    | —                    | —                    | —                    | —                    | —                    | —                    | —                    | —                    | —                    | —                    | |                 |
| Uh.                                                                            | 2018  | —                    | —                    | —                    | —                    | —                    | —                    | —                    | —                    | —                    | —                    | —                    | |                 |
| Far Away                                                                       | 2019  | —                    | —                    | —                    | —                    | —                    | —                    | —                    | —                    | —                    | —                    | —                    | |                 |
| Drunk On a Sunday                                                              | 2019  | —                    | —                    | —                    | —                    | —                    | —                    | —                    | —                    | —                    | —                    | —                    | |                 |
| Georgia                                                                        | 2019  | —                    | —                    | —                    | —                    | —                    | —                    | —                    | —                    | —                    | —                    | —                    | |                 |
| Closer Now                                                                     | 2020  | —                    | —                    | —                    | —                    | —                    | —                    | —                    | —                    | —                    | —                    | —                    | |                 |
| Talking Body                                                                   | 2020  | —                    | —                    | —                    | —                    | —                    | —                    | —                    | —                    | —                    | —                    | —                    | |                 |
| Boss                                                                           | 2021  | —                    | —                    | —                    | —                    | —                    | —                    | —                    | —                    | —                    | —                    | —                    | |                 |
| Porn                                                                           | 2021  | —                    | —                    | —                    | —                    | —                    | —                    | —                    | —                    | —                    | —                    | —                    | |                 |
| Lucid Dreams                                                                   | 2021  | —                    | —                    | —                    | —                    | —                    | —                    | —                    | —                    | —                    | —                    | —                    | |                 |
| Baked Street (avec Tyrin A)                                                    | 2021  | —                    | —                    | —                    | —                    | —                    | —                    | —                    | —                    | —                    | —                    | —                    | |                 |
| Come for Me                                                                    | 2022  | —                    | —                    | —                    | —                    | —                    | —                    | —                    | —                    | —                    | —                    | —                    | |                 |
| Care 4 Me?                                                                     | 2023  | —                    | —                    | —                    | —                    | —                    | —                    | —                    | —                    | —                    | —                    | —                    | |                 |
| Strong                                                                         | 2023  | —                    | —                    | —                    | —                    | —                    | —                    | —                    | —                    | —                    | —                    | —                    | |                 |
| Stumblin' In                                                                   | 2023  | 15                   | 2                    | 2                    | 1                    | 4                    | 11                   | 11                   | 5                    | 1                    | 68                   | 7                    | - ARIA: 2× Platine - BVMI: Or - IFPI AUT: Or - SNEP: Diamant - RMNZ: Platine - ZPAV: Diamant - IFPI SWI: Platine |                 |
| The Sound of Silence (Cyril Remix) (de Disturbed)                              | 2024  | —                    | 44                   | 35                   | —                    | 18                   | 3                    | —                    | 12                   | 1                    | 47                   | 7                    | - IFPI SWI: Platine                                                                                              |                 |
| Fall at Your Feet (avec Dean Lewis)                                            | 2024  | 18                   | —                    | —                    | —                    | —                    | —                    | —                    | —                    | —                    | —                    | —                    | | From Down Under |
| True (avec Kita Alexander)                                                     | 2024  | 19                   | —                    | —                    | —                    | —                    | —                    | —                    | —                    | —                    | —                    | —                    | | From Down Under |
| Caigo (Stumblin' In) (avec Abraham Mateo & Essa Gante)                         | 2024  | —                    | —                    | —                    | —                    | —                    | —                    | —                    | —                    | —                    | —                    | —                    | |                 |
| Before I Let You Go (featuring MarcLo)                                         | 2024  | —                    | —                    | —                    | —                    | —                    | —                    | —                    | —                    | —                    | —                    | —                    | | To the World    |
| World Gone Wild (avec Robin Schulz featuring Sam Martin)                       | 2024  | —                    | —                    | —                    | —                    | —                    | —                    | —                    | —                    | —                    | —                    | —                    | |                 |
| Still Into You (avec Maryjo)                                                   | 2024  | —                    | —                    | —                    | —                    | —                    | —                    | —                    | —                    | —                    | —                    | —                    | |                 |
| "—" signifie que le single n'est pas sorti ou ne s'est pas classé dans le pays |       |                      |                      |                      |                      |                      |                      |                      |                      |                      |                      |                      | |                 |

### Remixes
- 2024 : Disturbed - The Sound of Silence (Cyril Remix)
- 2024 : Taylor Swift featuring Post Malone - Fortnight (Cyril Remix)
- 2024 : Teddy Swims - The Door (Cyril Remix)
- 2024 : America - A Horse with No Name (Cyril Remix)